# Melville Cooper
George Melville Cooper (ur. 15 października 1896 w Birmingham, Wielka Brytania, zm. 13 marca 1973 w Los Angeles, USA) – brytyjski aktor.

## Filmografia
- 1932: Two White Arms jako Mack
- 1936: Tylko raz kochała jako Cuthbert
- 1938: Przygody Robin Hooda jako szeryf z Nottingham
- 1939: I’m from Missouri jako Hearn
- 1940: Duma i uprzedzenie jako pan Collins
- 1940: Rebeka jako koroner
- 1941: Lady Eve jako Gerald
- 1941: Płomień Nowego Orleanu jako szwagier
- 1942: Zagubione dni jako George Rainier
- 1950: Ojciec panny młodej jako pan Tringle
- 1956: W 80 dni dookoła świata jako pan Talley - steward
- 1957: Alfred Hitchcock przedstawia (serial) jako Mullet/ Pat Lummock
- 1957: Historia ludzkości jako major Domo